# Porcelana de pasta dura

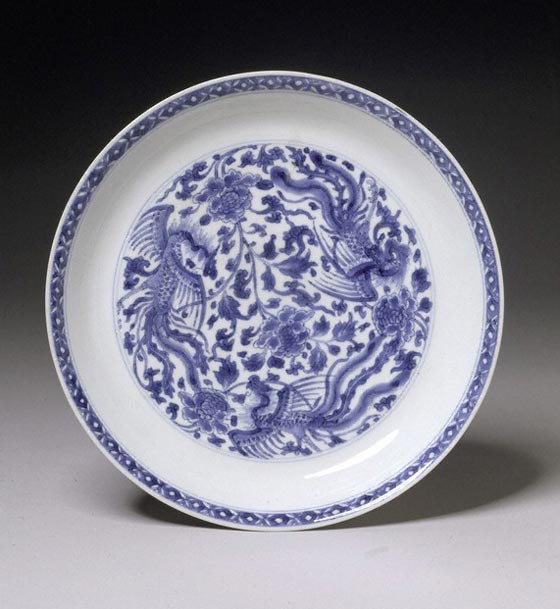
Plato de porcelana de la dinastía Qing (1644-1911) realizado con pasta dura decorada en azul cobalto bajo vidriado, Museo de Victoria y Alberto, Londres

La porcelana de pasta dura está compuesta por un material cerámico inicialmente producido a partir de aglomerado que contenía caolinita y una roca feldespática denominada "petunse" y con una cocción a muy alta temperatura entre 1300 y 1500º. Los expertos chinos creen que la porcelana dura apareció por primera vez en China alrededor del siglo II (dinastía Han del Este).
Históricamente, el término de porcelana de pasta dura se refiere a las porcelanas de Asia preparadas a partir de estas materias primas. El secreto de su fabricación era desconocido en Europa hasta 1709, cuando Johann Friedrich Böttger de Meissen, con la ayuda del químico Ehrenfried Walther von Tschirnhaus descubrió la fórmula con la utilización de una tierra de las minas de Colditz, el caolín, alabastro calcinado y feldespato. Aunque la finalidad era la imitación lo más fiel posible de la porcelana china, las primeras producciones fueron realizadas en color blanco y poco a poco se fueron introduciendo más diversidad de colores. A pesar de los intentos de mantenerlo en secreto, se extendió a otras alfarerías alemanas y posteriormente por toda Europa. Se conoció como Porcelana de Meissen hasta que Alexandre Brongniart, director de la Manufacture nationale de Sèvres, hacia 1768, normalizó la composición de esta cerámica, excepcionalmente dura.

## Composiciones de recetas diversas

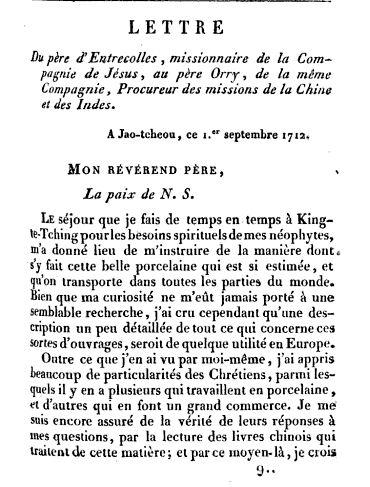
Detalle de unas de las cartas enviadas a Europa por F. X. d'Entrecolles.

Después del descubrimiento en Europa de la fórmula de Böttger, se conocen algunas de las pruebas realizadas por Johann Jakob Ringler de la fábrica de Viena: «He realizado la prueba: cuatro libras de tierra de Baden, ocho loth (media onza) de cascajo de porcelana, ocho loth de buen yeso blanco; el resultado ha sido bueno y bonito. La mezcla de Ludwigsburg es la mejor: 16 libras de tierra Passau, 4 libras de buena arena blanca cocida, 4 libras de buena tierra de Baden. Otra mezcla de ahorro: 33 libras de tierra de Passau, 16 libras de arena de Taurenberg.»
El jesuita francés Francois Xavier d'Entrecolles en 1712 describió el proceso chino de fabricación de porcelana en sus cartas a Europa. «La porcelana de pasta dura, se refiere principalmente a formulaciones preparadas a partir de mezclas de caolín, feldespato y cuarzo. También se puede utilizar otras materias primas que incluyen trozos de cerámica, que son conocidas como petunse.» D'Entrecolles también envió especímenes de materiales a Europa, que fueron analizados por René Antoine Ferchault de Réaumur, y condujo a la creación de la Porcelana de Sèvres una vez que se encontraron materiales equivalentes en Europa.
Al principio de la producción europea de la porcelana de pasta dura, el caolín que se empleaba era el alemán de Colditz y el que más se importaba a otros países el extraído de Aue. Ante la gran dificultad que esto presentaba, las industrias establecidas fuera de Alemania dedicaron sus esfuerzos a conseguir descubrir yacimientos más próximos a sus factorías, así fue como se consiguió en Bornholm, Dinamarca (1755); en Bassano, Italia (1762) y en Saint-Yrieix-la-Perche junto a Limoges, Francia (1768).

## Elaboración
La realización de esta porcelana se efectuaba en el torno y con molde según los modelos de las piezas. Los adornos añadidos en soperas, jarras o centros de mesa, así como las estatuillas, los elaboraban escultores especializados. En China se impermeabilizaba la pieza antes de su cocción, cuando ya había sido sometida a un desecado al aire libre, en ese momento se barnizaba por inmersión o pulverización. En Europa se hacía una primera cocción a unos 900º y después se procedía a dar el barniz con pincel o por inmersión. Los ingredientes de este barniz consistían en un compuesto de feldespato y cuarzo que se fundía con el cuerpo de la porcelana durante la segunda cocción realizada entre 1400º y 1500º, esta segunda cocción era idéntica en ambos continentes.

### Hornos

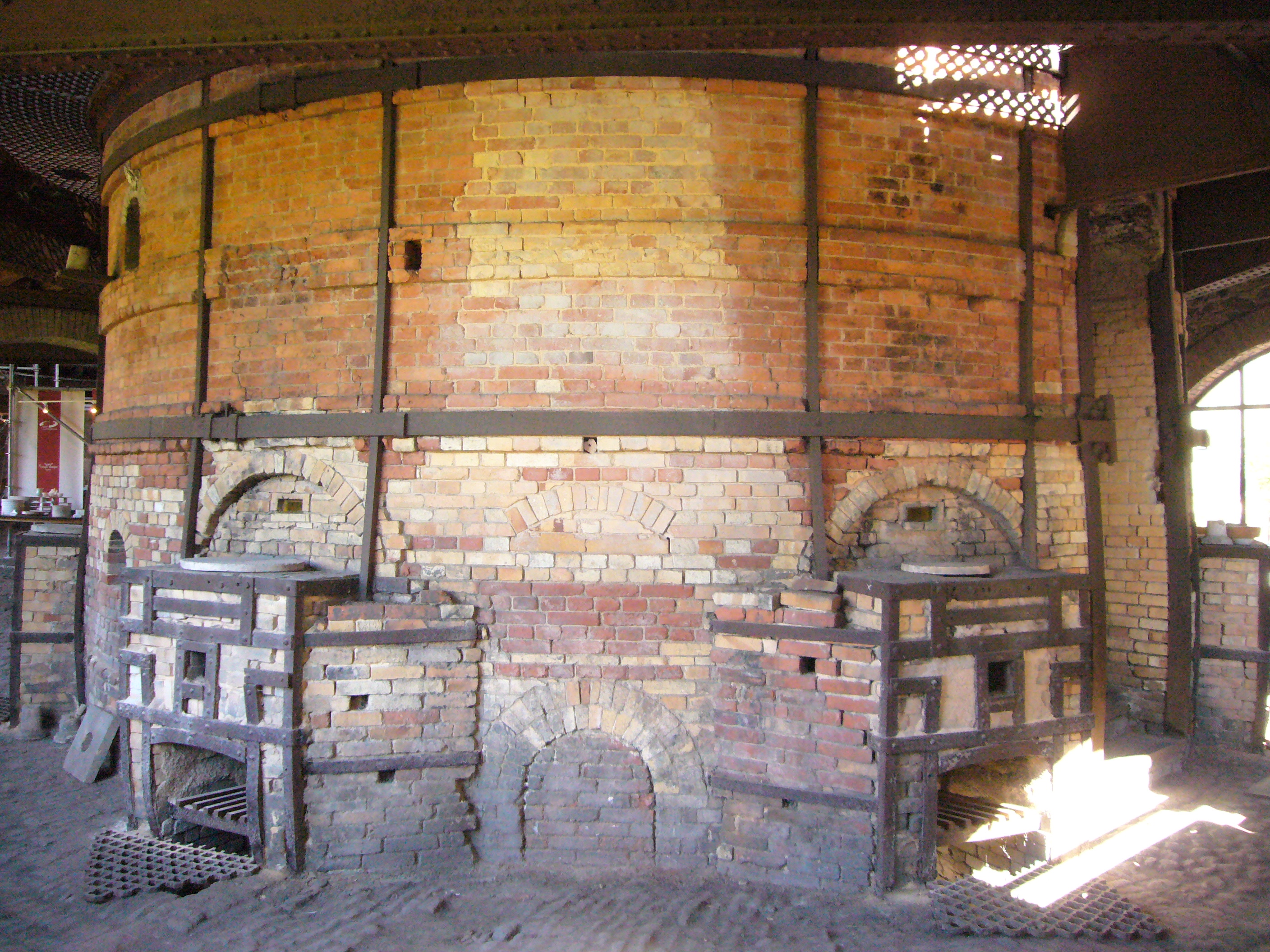
Horno redondo de globo para porcelana, vista del primer piso (Four des Casseaux) en Limoges.

En China se utilizaban unos hornos alargados, colocados en una pendiente natural de un monte o colina, que recibieron el nombre de «horno de dragón». El hornillo lo tenían en la parte más baja —era donde se alcanzaba la temperatura mayor de alrededor de 1400/1500º— y diversas cámaras de cocción, que en consonancia con la pendiente, los puntos de calor eran más suaves hacia la parte más alta del horno.
El desarrollo de la porcelana en Europa hizo necesario el conseguir hornos que alcanzaran temperaturas más altas de lo que hasta entonces se utilizaba. Se pasó de los hornos cilíndricos de túnel con un solo hornillo en un extremo a hornos redondos con dos pisos y donde el calor se repartía de manera más uniforme, disminuyendo así la rotura de las piezas, a las que se solía proteger en gacetas refractarias. En Francia se consiguió un mayor control de la temperatura gracias a las muflas; éstas estaban realizadas con ladrillos del mismo tipo que los hornos, se colocaban en el interior haciendo pilas con la intención de que el fuego las rodeara por todas partes. Dentro de estas muflas se colocaban las piezas a cocer. En todos los países europeos se realizaba la cocción en tres tiempos: primero la cocción de desecación hasta los 900º que solía durar de 12 a 14 horas; segundo con la cubierta del barniz a una cocción de 1400/1500º y el tercer tiempo consistía en una cocción a 800/900º una vez aplicados los colores decorativos.

### Decoración

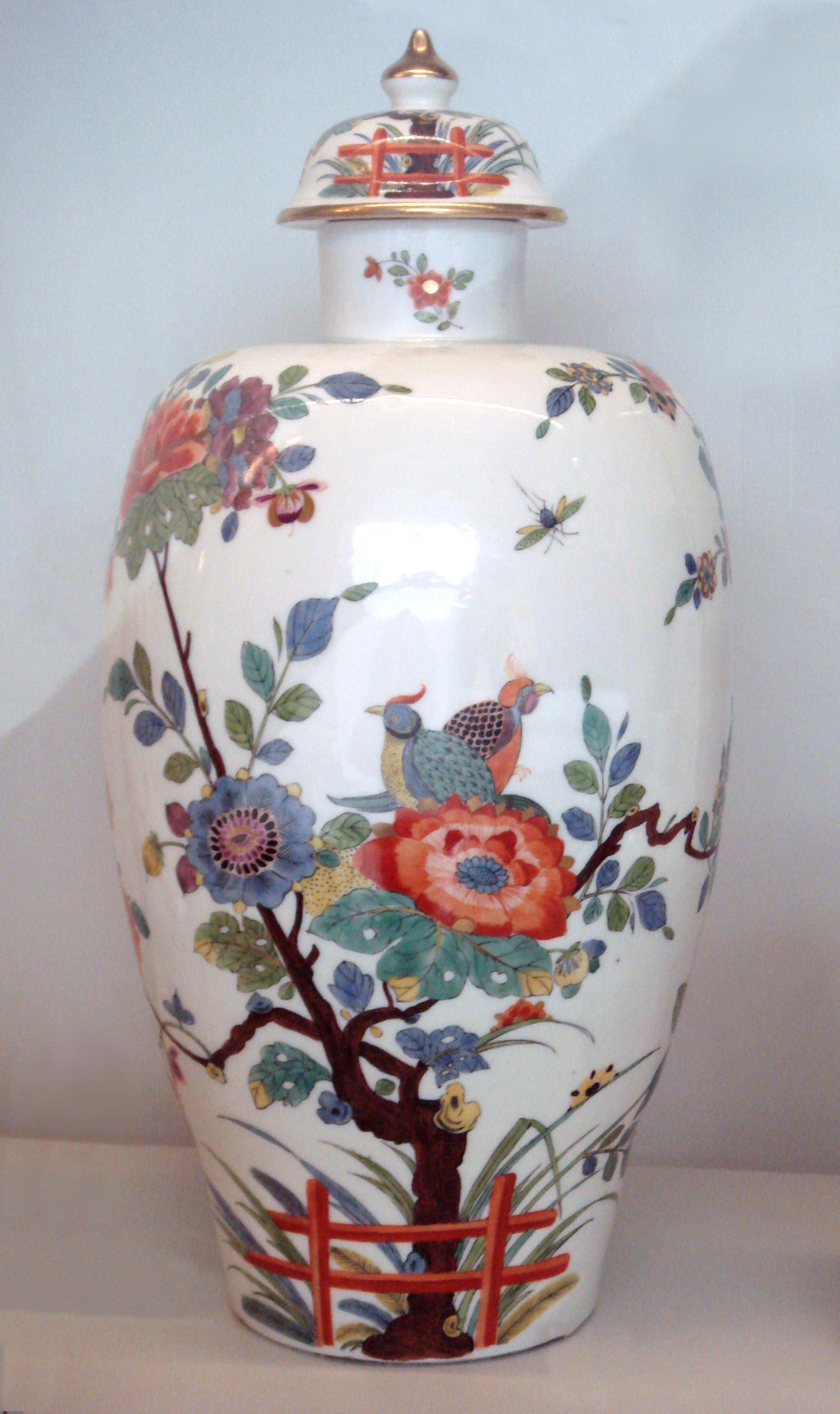
Jarrón de porcelana de pasta dura europea (1735) Meissen, con decoración china.

La decoración efectuada en China, fue en muchas ocasiones la propia cubierta dada después del desecado de la pieza. Según las épocas los colores y las decoraciones de la porcelana fueron variando, como también lo hizo su función. La porcelana china alcanzó una gran calidad a partir de finales de la dinastía Tang (618-907); según dicen bajo esta dinastía, «un funcionario tocaba doce tazas de porcelana y su sonido poseía un timbre más claro que el del jade». Bajo la dinastía Sung (960-1279) el esmalte más empleado es el llamado celadón de color verde jade con diversas variantes de tonos. La decoración en azul cobalto y rojo se introdujo durante la dinastía Yuan (1279-1368) y en la siguiente Dinastía Ming (1368-1644) empezó la decoración policroma en dibujos realizados con un ligero relieve. Finalmente, durante la dinastía Qing (1644-1912) la decoración se realizó en cinco colores, verde, amarillo, negro, rosa y el rojo sangre.
En Europa la decoración a base de colores constituyó un secreto que guardaba cada manufactura celosamente y, en ocasiones, los propios pintores-decoradores, que fueron en definitiva los que al cambiar de fábrica, se llevaban con ellos su fórmula. Los colores todos derivaban de óxido de metales y entre éstos los había que se conseguían con baja o alta temperatura. El primer color del que se tiene noticia es el marrón en diversas tonalidades y el azul cobalto, ambos se aplicaban después de la desecación de las piezas. Los colores rojos, rosas, verdes y amarillos eran aplicados para conseguirlos en una cocción a pequeño fuego (800/900º). La decoración del dorado se realizaba en último lugar, con el uso de pincel y la mezcla del pan de oro con miel, con lo que se conseguía un resultado de oro bruñido; a finales del siglo XVIII se mezcló el oro con mercurio con lo que se conseguía un magnífico oro brillante, ambos sistemas de decoración se obtenían después de una cocción a baja temperatura. Otro sistema empleado era el pegar directamente el pan de oro sin cocción, pero el resultado no fue satisfactorio ya que la duración del dorado en la obra era menor.
El tipo de dibujo empleado fue variado y cada fábrica tenía sus modelos, que iba modificando según la moda del momento. Una de las decoraciones más empleadas eran las de inspiración en el arte chino o japonés. Las pinturas de Watteau o de Boucher junto con escenas neoclásicas fueron las que obtuvieron más éxito a finales del siglo XVIII. La producción de porcelana en pasta dura en figurillas, que representaban escenas de la comedia del arte, animales, clásicas o retratos, fue realizada por artistas escultores, que además del modelado se ocupaban de la preparación de las piezas del molde para que después se pudieran unir las figuras con una pasta líquida sin dejar señal.